# 六郷川橋梁 (東海道本線)

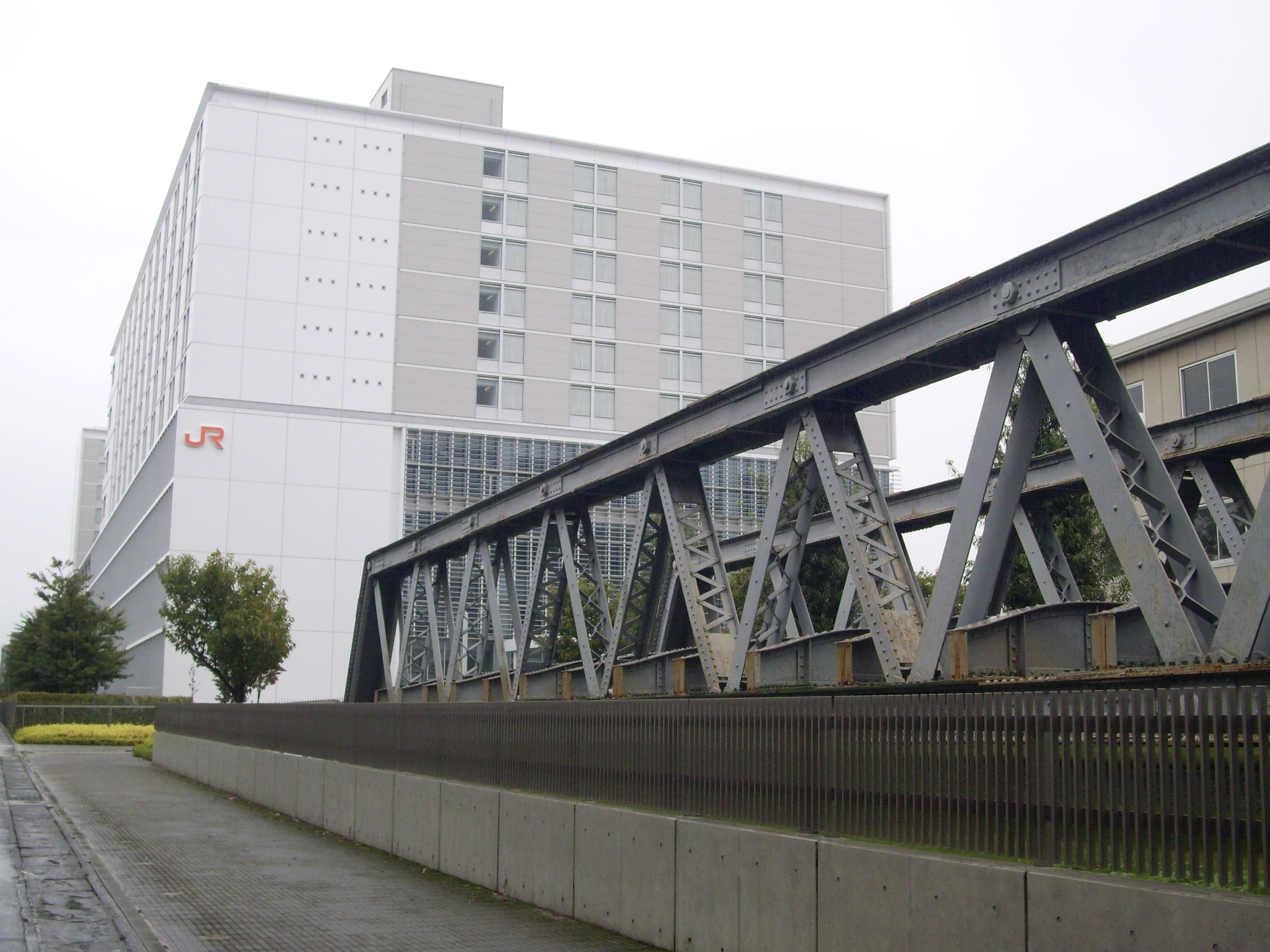
JR東海三島研修センターに一部を移築保存

六郷川橋梁（ろくごうがわきょうりょう）は、東京都大田区西六郷から神奈川県川崎市幸区堀川町にかけて多摩川に架かる東日本旅客鉄道（JR東日本）東海道本線の鉄道橋である。多摩川橋梁とも呼ばれる。

## 概要
1871年、初代の木造橋が完成。日本初の鉄道の橋梁として供され、イギリス人の指導の下で架橋された。木製のトラス構造（流水部分のみ）は、鉄道開業を伝える当時の錦絵にも残されている。
1877年、木材の腐食が進んだことから、複線化工事と併せて二代目は鉄製トラス橋に改築。
1912年、三代目に架け替え。二代目のトラスは、単線用に改造されて御殿場線の酒匂川橋梁に再利用。後にトラス桁の一部を東海旅客鉄道（JR東海）三島社員研修センター、博物館明治村に移築、日本最古の鉄道橋として鉄道記念物となった。
1971年、橋梁の前後の高架工事に併せて四代目となる現在のトラス橋に架け替えが行われた。

### 四代目橋梁の構造
- 橋長:519m
- 幅員:13m
- 桁構造:連続トラス橋[2]

## 近隣の橋など
- 多摩川
  - （上流）－多摩川大橋－東京電力・NTT多摩川専用橋－京浜東北線六郷川橋梁－東海道本線六郷川橋梁－京急六郷川橋梁－六郷橋－河港水門－（下流）